# Andreas Reuter (Informatiker)
Andreas Reuter (* 31. Oktober 1949 in Brandis) ist ein deutscher Informatikprofessor und Wissenschaftsmanager. Sein Forschungsschwerpunkt liegt auf Datenbanken, Transaktionssystemen sowie parallelen und verteilten Systemen. Reuter war von 1998 bis 2019 wissenschaftlicher und geschäftsführender Direktor der EML European Media Laboratory GmbH und war von 2010 bis 2016 Geschäftsführer der HITS gGmbH. Im Oktober 2015 wurde er zum Seniorprofessor der Universität Heidelberg ernannt.

## Werdegang
Während der Schulzeit volontierte er in der von Konrad Zuse in Bad Hersfeld gegründeten Firma. Nach dem Abitur 1968 arbeitete er freiberuflich als Programmierer für Firmen und Behörden. Ab 1973 studierte er Informatik an der TU München und der Technischen Hochschule Darmstadt und schloss sein Studium 1978 in Darmstadt mit dem Diplom ab. Als wissenschaftlicher Mitarbeiter wurde er dort 1981 bei Theo Härder und Hartmut Wedekind zum Dr.-Ing. promoviert. Von 1981 bis 1983 war er Hochschulassistent an der Universität Kaiserslautern. 1983 ging er als Postdoc an das IBM Research Center in San Jose. 1985 nahm er einen Ruf an die Universität Stuttgart an. Dort wurde er 1988 Gründungsdirektor des Instituts für parallele und Verteilte Höchstleistungsrechner. 1992 bis 1996 war er Prorektor für Lehre an der Universität Stuttgart. 1996 lehnte er einen Ruf der Max-Planck-Gesellschaft als Direktor am Max-Planck-Institut für Informatik in Saarbrücken ab. Stattdessen arbeitete er ab 1997 an der Gründung und am Aufbau der privaten „International University in Germany“ mit und war dort bis 2004 als Dekan und Vizepräsident tätig.
Zum 1. Januar 1998 wurde er als wissenschaftlicher und geschäftsführender Direktor der EML European Media Laboratory GmbH bestellt, die Klaus Tschira 1997 gegründet hatte. Dort war er gemeinsam mit Klaus Tschira wesentlich am Aufbau der Firma und ihrer Schwestergesellschaft EML Research gGmbH (ab 2003) beteiligt. Aus der EML Research ging dann 2010 das Heidelberger Institut für Theoretische Studien (HITS) hervor, dessen Geschäftsführer er bis April 2016 war.
Andreas Reuter übernahm 2007 eine von der Klaus Tschira Stiftung unterstützte Stiftungsprofessur „Verlässliche Systeme“ an der Universität Kaiserslautern. 2011 wechselte er an die Universität Heidelberg. Dort hatte er bis zu seiner Emeritierung eine von der Klaus Tschira Stiftung unterstützte Stiftungsprofessur für „Verteilte Systeme“ inne. Die Technische Universität Donezk (Ukraine) verlieh ihm 1994 die Ehrendoktorwürde. Seit 2019 ist er Fellow der Association for Computing Machinery.

## Forschung und Funktionen
Andreas Reuters Forschungsschwerpunkt liegt auf dem Gebiet der Datenbanken, der Transaktionssysteme sowie der parallelen und verteilten Systeme. Gemeinsam mit dem Turing Award Preisträger James „Jim“ Gray veröffentlichte er 1992 das Buch „Transaction Processing: Concepts and Techniques“, das zu einem Standardwerk für Forscher und Entwickler auf der ganzen Welt wurde und unter anderem ins Chinesische und Japanische übersetzt wurde. Zusammen mit Theo Härder erarbeitete er eine Definition des transaktionsorientierten Verarbeitungsmodells in (verteilten) Datenbanken, das unter seinem Acronym ACID (atomicity, consistency, isolation, durability) bis heute häufig zitiert wird.
Neben seiner Forschung führte Andreas Reuter zahlreiche Consultingprojekte durch und hielt zu vielen Themen Vorlesungen im industriellen und universitären Bereich. Er arbeitet in zahlreichen Beratungsgremien in Forschung und Industrie und ist u. a. externes wissenschaftliches Mitglied des Max-Planck-Institut für Informatik (MPII) in Saarbrücken und Mitglied des Kuratoriums des Max-Planck-Instituts für Astronomie (MPIA) in Heidelberg.